# ۵۵۲ (میلادی)
۵۵۲ (میلادی) پانصد و پنجاه و دومین سال تقویم میلادی است.

## رویدادها
ورود بوداگرایی به ژاپن
تاسیس حکومت گوگ ترکان

## درگذشتگان
‎